# Luce che entra
Luce che entra è un singolo del cantante italiano Lorenzo Fragola, pubblicato il 25 marzo 2016 come secondo estratto dal secondo album in studio Zero Gravity.

## Video musicale
Anticipato inizialmente da un lyric video pubblicato su Vevo in concomitanza con la pubblicazione del singolo, il videoclip, incentrato su effetti grafici e giochi di luce, è stato diretto da Gaetano Morbioli.